# دان كريستنسن
دان كريستنسن (بالإنجليزية: Dan Christensen) هو رسام وفنان أمريكي، ولد في 6 أكتوبر 1942 في كوزاد في الولايات المتحدة، وتوفي في 20 يناير 2007 في إيست هامبتون في الولايات المتحدة.